# Plastic Head Distribution
Plastic Head Distribution, aussi appelé Plastic Head Music Distribution Ltd. ou simplement Plastic Head est un label discographique britannique de heavy metal et hard rock, basé à Wallingford, Oxfordshire.

## Histoire
Plastic Head Distribution est fondé en 1990 par Steve Beatty, qui lance le label depuis sa chambre d'enfant de l'époque. Désormais, la distribution compte plus de 40 employés et propose des articles dans différents domaines. La gamme de produits comprend toutes sortes de supports audio et vidéo de plus de 170 labels et des produits de merchandising de différents groupes dans différents domaines, l'accent étant mis sur le heavy metal et le hard rock. Outre le commerce de gros, le label a également établi son propre service de vente par correspondance, destiné aux particuliers.
En 2010, l'entreprise s'étend au marché américain et ouvre un bureau à Philadelphie en collaboration avec Candlelight Records. la même année, le label signe un accord de distribution avec SPV.

## Groupes et artistes
- Anthrax
- Anti-Flag
- Atreyu
- Bad Religion
- Burzum
- Café del Mar
- Cannibal Corpse
- Dimmu Borgir
- Emperor
- Fall Out Boy
- Flogging Molly
- Green Day
- In Flames
- Jets to Brazil
- Wayne Kramer
- Lagwagon
- Mad Caddies
- Mayhem
- Motörhead
- NOFX
- Sick of It All
- Strapping Young Lad
- Twenty One Pilots
- Zyklon